# Friedrich Ruttner
Friedrich Ruttner (15 de mayo de 1914 - 3 de febrero de 1998) fue un médico y biólogo nacido en Eger, Austria, creció en un ambiente familiar de profunda resonancia intelectual. Su padre fue un limnólogo reconocido en su época.
Se doctoró en Medicina en 1938 en la Universidad de Innsbruck, trabajando en el departamento de neurología por un tiempo.
Antes de cumplir los 35 años contrajo una enfermedad degenerativa (poliartritis) que le obligó a abandonar su profesión en 1948.
Comenzó así su relación con las abejas continuando estudios de biología en la Universidad de Viena, Austria.
En 1965 se convirtió en profesor de Zoología de la Universidad de Fráncfort, en Alemania. También fue director del Instituto de investigaciones apícolas de Oberursel (Institut für Bienenkunde), llevando a cabo investigaciones de genética, crianza de reinas, inseminación artificial de reinas, taxonomía apícola, comportamiento de fecundación y flora apícola.
Junto a la Sociedad Apícola Austríaca fundo un centro de mejoramiento apícola en la localidad de Lunz am See en los Alpes austríacos.
Junto a Jean Louveaux fundó uno de los más importantes Journales o revistas científicas en materia de apicultura: Apidologie.
Luego de la irrupción de la varroasis (Varroa) en Alemania el instituto dedicó grandes esfuerzos para el desarrollo de métodos para el control del ácaro.
En 1981 se jubiló en Oberursel, regresando a Lunz am See continuando con sus investigaciones científicas, siendo su vida una síntesis entre la ciencia y la apicultura profesional. Tomando lo mejor de ambas para volcarlo en beneficio de los apicultores del mundo.

## Libros publicados
- Biogeografía y taxonomía de las abejas. Ruttner F. Biogeography and taxonomy of honeybees. Springer-Verlag, Berlín, 1988
- Técnicas de selección y crianza para el mejoramiento de las abejas
- Inseminación artificial de abejas reinas
- Crianza de reinas
- La Oscura Abeja Europea, Apis mellifera mellifera Linnaeus 1758

## Honores
Fue presidente de la Comisión permanente de biología apícola de la Federación Internacional de Asociaciones de Apicultura (Apimondia).